# Emmanuel Imorou
Emmanuel Imorou (ur. 16 września 1988 w Bourges) – piłkarz beniński grający na pozycji pomocnika. Obecnie jest zawodnikiem klubu SM Caen.

## Kariera klubowa
Imorou urodził się we Francji, w rodzinie pochodzenia benińskiego. Karierę piłkarską rozpoczął w tamtejszym klubie FC Bourges. W latach 2005–2007 występował w rezerwach klubu LB Châteauroux, a następnie awansował do kadry pierwszego zespołu, grającego w drugiej lidze francuskiej. W 2009 roku został wypożyczony do FC Gueugnon z trzeciej ligi. W sezonie 2011 / 2012 zawodnikiem portugalskiego klubu SC Braga. Latem 2012 podpisał dwuletnią umowę z drugoligowym Clermont Foot.
Latem 2014 14 czerwca 2011 roku podpisał kontrakt z pierwszoligowym SM Caen.
| Sezon   | Klub           | Kraj       | Rozgrywki   | Mecze | Bramki | Rozgrywki Europy | Mecze | Bramki |
| ------- | -------------- | ---------- | ----------- | ----- | ------ | ---------------- | ----- | ------ |
| 2007/08 | LB Châteauroux | Francja    | Ligue 2     | 1     | 0      | -                | -     | -      |
| 2008/09 | LB Châteauroux | Francja    | Ligue 2     | 7     | 0      | -                | -     | -      |
| 2009/10 | FC Gueugnon    | Francja    | National    | 22    | 1      | -                | -     | -      |
| 2010/11 | LB Châteauroux | Francja    | Ligue 2     | 28    | 0      | -                | -     | -      |
| 2011/12 | SC Braga       | Portugalia | Liga Sagres | 3     | 0      | Liga Europy UEFA | 1     | 0      |
| 2012/13 | Clermont Foot  | Francja    | Ligue 2     | 29    | 0      | -                | -     | -      |
| 2013/14 | Clermont Foot  | Francja    | Ligue 2     | 32    | 1      | -                | -     | -      |
| 2014/15 | SM Caen        | Francja    | Ligue 1     | 11    | 0      | -                | -     | -      |

Stan na: 13 grudzień 2014 r.

## Kariera reprezentacyjna
W reprezentacji Beninu Imorou zadebiutował 6 stycznia 2010 roku w wygranym 1:0 towarzyskim spotkaniu z Libią. W 2010 roku w Pucharze Narodów Afryki 2010 zagrał we 2 meczach: z Mozambikiem (2:2) i Nigerią (0:1).